# Отдел рукописей и редких книг Научной библиотеки имени Н. И. Лобачевского

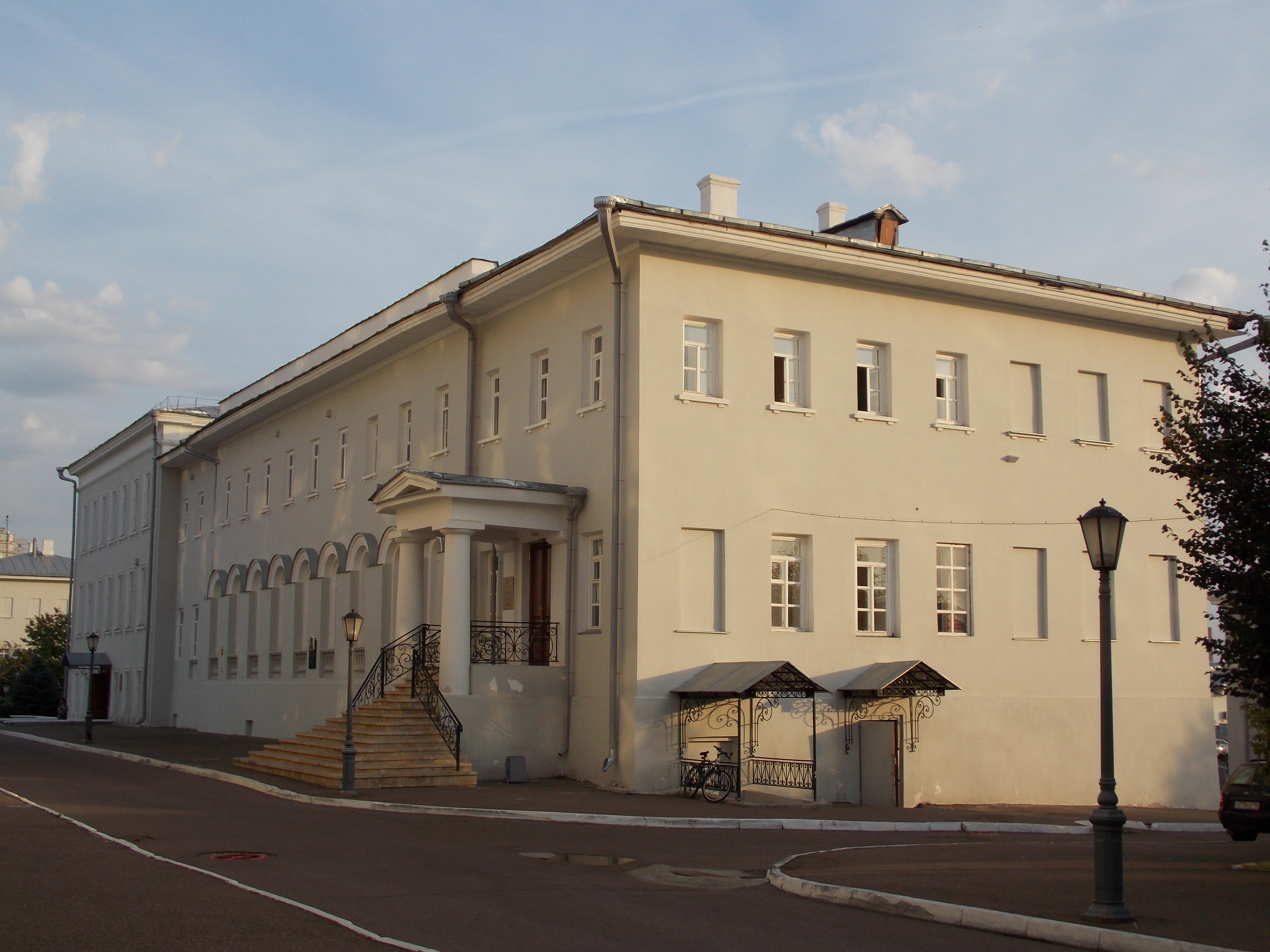
Старое здание библиотеки

Отдел рукописей и редких книг Научной библиотеки имени Н. И. Лобачевского (ОРРК) располагается в историческом здании, спроектированном в 1838 году. Включает 2 миллиона экземпляров книг, газет и карт, выпущенных до середины XX века.

## История и фонды
Фонды библиотеки Казанского университета формировались раньше, чем был основан сам университет. Ядром собрания стала библиотека князя Потёмкина, которая предназначалась для проектируемого университета в Новороссии. Далее к ней была присоединена библиотека Василия Ипатовича Полянского, секретаря Академии художеств. При главном библиотекаре Лобачевском была налажена система книгообеспечения, когда каждый университетский профессор обязывался ежегодно составлять списки новинок по своей специальности, которые периодически закупались. Иногда библиотеке преподносились в дар целые собрания или отдельные раритетные рукописи и издания. Ядром исторического собрания являются 150 тысяч единиц хранения, объединяющих рукописи, инкунабулы, и прочее, считая царские грамоты сибирским воеводам, хронографы, исторические сборники, писцовые книги, родословия, литературные сборники. В библиотеке хранится крупнейшая в России арабографичная книжная коллекция — 13 тысяч единиц.
Существующее здание (так называемое «Старое») было спроектировано главным библиотекарем Н. И. Лобачевским в 1838 году, и было одним из первых в России «несгораемых» специализированных книгохранилищ. Расширение книжного фонда потребовало перестройки здания, последовавшего в 1890-е годы.